# كرامبل
كرامبل (بالإنجليزية: Crumble) هي حلوى تقليدية تتميز بطبقةٍ علوية مُتفتتة.

## طريقة التحضير
تُحضَّر من مزيج الدقيق والزبدة والسكر، مع إمكانية إضافة لشوفان لتحقيق قرمشة إضافية، تُخبز هذه الطبقة فوق حشوةٍ من الفاكهة الموسمية، مثل التفاح الحامض أو سيقان الراوند الحمراء، بينما تتنوع الحشوات أحيانًا لتشمل مكونات لذيذة كاللحوم المُتبلة أو الجبن أو لخضروات، وعادةً ما تُقدَّم هذه الحلوى دافئةً مع صلصة الكسترد الكريمية أو الكريمة الطازجة، أو الآيس كريم .

## معلومات تاريخية
ظهرت وصفة كرامبل التفاح التي تتضمن طبقة بسيطة من فتات الخبز في مجلة المزارعين الكنديين في فبراير عام 1917، وصف الشيف البريطاني هيو فيرنلي ويتنجستال بأن الكرامبل أصبحت شائعة في بريطانيا منذ الحرب العالمية الثانية، حيث أنها أسهل في التحضير من المعجنات. حلوى كرامبل شائعة بأشكال مختلفة في بريطانيا وأيرلندا وفي جميع أنحاء الكومنولث، في حين أن الطبق موجود أيضًا في الولايات المتحدة، فإن النوع الأكثر شيوعًا يُعرف باسم "تفاحة مقرمشة".